# سانتا باربرا دو مونتي فيردي
سانتا باربرا دو مونتي فيردي بلدية تقع في ولاية ميناس جيرايس في المنطقة الجنوبية الشرقية من البرازيل.